# Stora Målen (Nödinge socken, Västergötland, 641927-127791)
Stora Målen är en sjö i Ale kommun i Västergötland och ingår i Göta älvs huvudavrinningsområde. Sjön ligger i Vättlefjälls naturreservat som är ett Natura 2000-område.